# Thrypticus crinipes
Thrypticus crinipes är en tvåvingeart som beskrevs av Robinson 1975. Thrypticus crinipes ingår i släktet Thrypticus och familjen styltflugor.
Artens utbredningsområde är Dominica. Inga underarter finns listade i Catalogue of Life.